# Patyczak indyjski

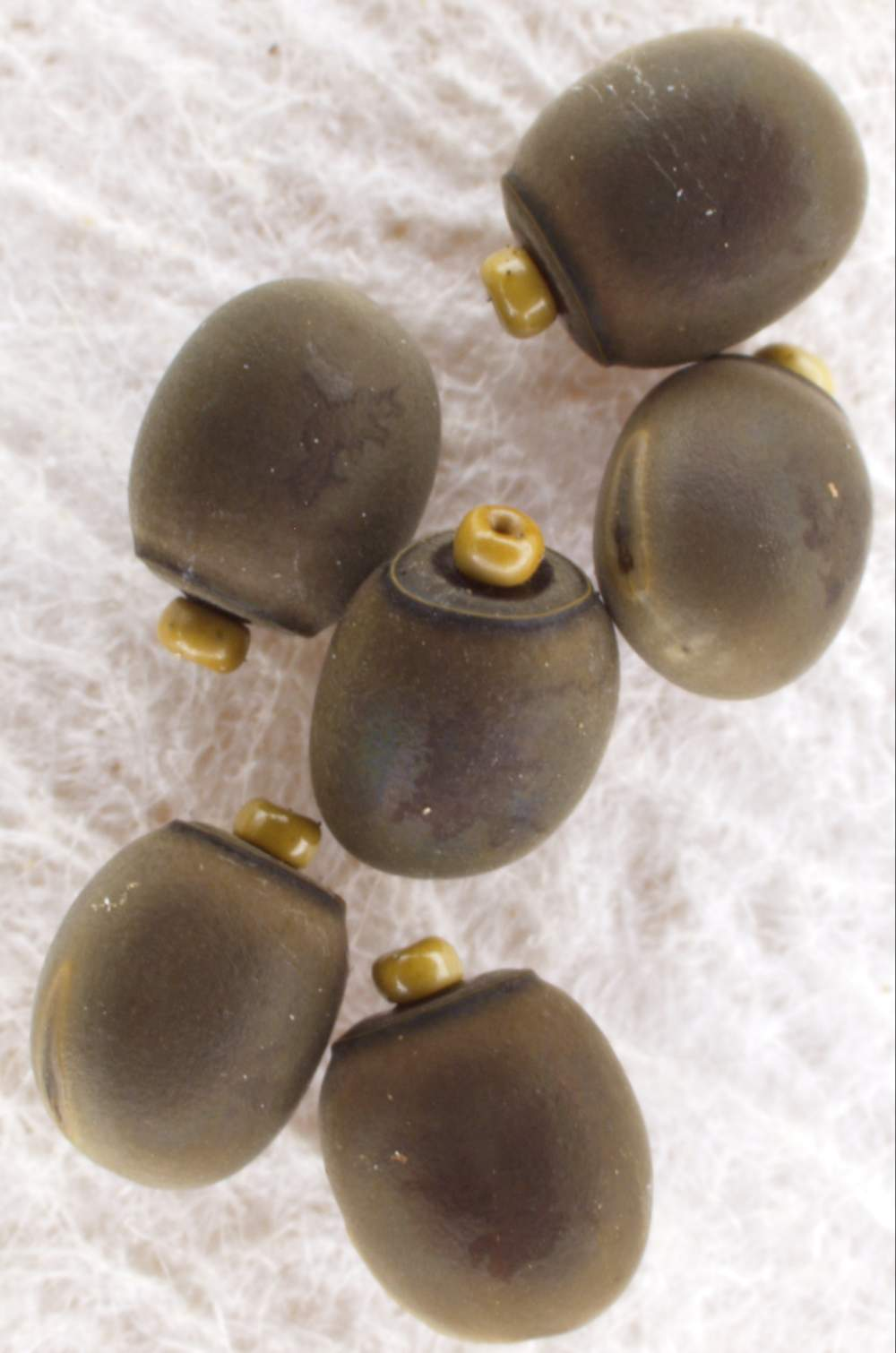
Jaja patyczaka indyjskiego w zbliżeniu. Wielkość jednej sztuki to ok. 1,5 mm.

Patyczak indyjski (Carausius morosus) – gatunek bezskrzydłego owada z rodziny Phasmatidae, przypominający kształtem patyk, koloru od brązowego do zielonego. Mierzy około 7-10 cm. Popularny jako zwierzę domowe.
Pochodzenie
- Indie

Rozmnażanie
- Płciowe oraz partenogenetyczne.

Długość życia
- Młode patyczaki nimfy osiągają postać dorosłą (imago) po około 4 miesiącach. Postać dorosła żyje od pół do jednego roku.

Pożywienie
- Liście jeżyny, maliny, ligustr, głóg, leszczyna, róża, dąb.